# Milagros Palma
Milagros Palma (León, 26 de marzo de 1949) es una antropóloga, profesora, escritora y editora nicaragüense.

## Trayectoria
Salió de Nicaragua para estudiar en Francia donde hizo maestrías en idioma español y etnolingüística. Después, por la Universidad de París y bajo la dirección del profesor Jacques Soustelle especialista en el mundo azteca, se doctoró en antropología con una investigación sobre la dimensión mítica de la tradición oral en Nicaragua. Se doctoró también en la Universidad Sorbona Nueva-París 3 con la investigación La representación de la pareja en la narrativa de autoras centroamericanas. Asimismo, se licenció en Letras, especialidad idioma español por la Universidad de París IV París Sorbonne y en lingüística por la Universidad de París V Descartes. Abandonó Francia en 1978 y se instaló con su familia en Colombia donde trabajó en la Universidad de los Andes y en la Universidad Nacional de Colombia en Bogotá como docente y responsable de un proyecto de investigación sobre lingüística en la región Amazónica de Colombia. Regresó a su país en 1982 cuando ya había triunfado la Revolución Sandinista, pero la situación política y económica era difícil y la familia volvió a Francia en 1984, donde Palma se dedicó a escribir e impartir clases de español.
En 1987, fundó en París la editorial INDIGO & Côté-femmes con el objetivo de publicar obras de mujeres en español o francés a raíz de haber descubierto en la biblioteca Marguerite Durand de París un fondo importante de libros de escritoras francesas de siglos anteriores que jamás se habían reeditado y cuya temática coincidía con sus propios intereses. Su intención fue traducir obras feministas europeas de siglos anteriores para que en América Latina se conociera la trayectoria de emancipación ideológica de las mujeres europeas. Este fue el caso del texto de 1727, escrito por Anne Thérèse de Lambert, Reflexions nouvelles sur les femmes, el de Declaración de los Derechos de la Mujer y de la Ciudadana, publicado en 1791 por Olympe de Gouges, que entre otros títulos, componen las colecciones de la editorial, Des femmes dans l'Histoire y Paroles de femmes. Desde el año 2014, INDIGO & Côté-femmes con más de 250 títulos, forma parte del grupo L'Harmattan. Fundó y dirigió la revista literaria semestral Livres ouverts/Libros abiertos, dedicada a la literatura latinoamericana contemporánea.
El interés de Palma por visibilizar la obra de mujeres escritoras, la llevó a crear en México, en 1993 y dentro del marco de la Feria Internacional del Libro de Guadalajara, el Premio Sor Juana Inés de la Cruz, en homenaje a La Décima Musa para reconocer la obra literaria de escritoras hispanoamericanas que premia novelas escritas en español. También creó en Colombia, en la Feria Internacional del Libro de Bogotá, el Premio Internacional de Literatura Latinoamericana y del Caribe Gabriela Mistral que reconoce la obra completa de una escritora.
Entre 2002 y el 2014, fue profesora de la Universidad de Caen en Baja Normandía, perteneciendo al equipo de investigadores ERLIS. En 2013, se habilitó como investigadora en lenguas extranjeras aplicadas, con especialización en español. Perteneció como catedrática al Departamento de Estudios Hispánicos de la Universidad Julio Verne en Picardía en Amiens. Palma es miembro de la Asociación Nicaragüense de Escritoras (ANIDE) y colaboradora de la revista ANIDE para Europa.

## Obra
En 1988, Palma recibió una de las becas que destina a los escritores extranjeros la Maison des Ecrivains de París, con la que escribió su primera novela Bodas de Cenizas (1992). Fue traducida al francés por Yves Coleman y Violante do Canto y publicada en 1993, bajo el título Noces de cendres.
En los ensayos de Palma se trasluce su interés por los mitos y la literatura oral además de existir en ellos una orientación antropológica en el estudio de la mentalidad sexista en América Latina y las manifestaciones de violencia contra las mujeres dentro de las comunidades indígenas. Este interés puede verse en obras de la época que Palma pasó en el Amazonas como Los Guerreros viajeros de la Gran Anaconda (1993), que es un libro de viajes de la Amazonia, La mujer es puro cuento: La feminidad en el imaginario mítico religioso indígena y mestizo en Colombia (1986), estudio donde expone, basándose en mitos, cómo se lleva a cabo la domesticación del individuo de sexo femenino mediante la violencia simbólica y El Cóndor: dimensión mítica del ave sagrada (1982), para el que viajó por toda la región andina recogiendo testimonios orales sobre sus antiguos símbolos sagrados. También de su estancia colombiana es Palabra mítica de la gente del agua (1980). 
Sus investigaciones sobre la tradición oral en Nicaragua la llevaron a publicar en 1984 el libro Senderos míticos de Nicaragua, en el que compendia los personajes del imaginario popular del continente sudamericano. También escribió Nicaragua: Once Mil Vírgenes: Imaginario Mítico Religioso del Pensamiento Mestizo Nicaragüense (1988). Y nuevamente, en relación con la violencia contra las mujeres publicó en 1990 Malinche, el malinchismo o la cara femenina de la sociedad mestiza. Palma escribió que la violencia contra las mujeres en América latina es anterior a la conquista española en El Gusano y la Fruta : El aprendizaje de la feminidad en América Latina (1994). 
En sus novelas, se recrean universos latinoamericanos de mestizaje con problemáticas específicas como ocurre en Bodas de Cenizas (1992), El Pacto (1996) o El Obispo (1998). Otras novelas son Así es la vida (2000), El final de una época o la pesadilla de Luis Garcina Rojas, alias Wicho (2002), Un latinoamericano en París (2011).
En 1999, el conjunto de su obra fue reconocida con una Mención de Honor del Premio Internacional José Martí que la Unesco otorga cada dos años. a las personas que han fomentado la unión e integración de los países de América Latina y el Caribe o han trabajado para preservar su idiosincrasia, cultura e historia.